# 4694 Фестоу
4694 Фестоу (4694 Festou) — астероїд головного поясу, відкритий 14 серпня 1985 року.
Тіссеранів параметр щодо Юпітера — 3,326.